# 三月廿七
三月廿七，农历三月第二十七天。

## 大事记
- 庆长十六年三月廿七（1611年5月8日）：后阳成天皇将皇位让给政仁亲王（后水尾天皇）。

## 逝世
- 天保八年三月廿七（1837年5月1日），大盐平八郎，日本江户时代后期下级武士、阳明学者、革命家。
- 唐太宗贞观二十年，张亮。

## 节假日和习俗
- 新塭嘉应庙“冲水路、迎客王”

## 参看
- 日历
- 三月廿五 - 三月廿六 - 三月廿七 - 三月廿八- 三月廿九
- 二月廿七 - 三月廿七 - 四月廿七
- 正月 - 二月 - 三月 - 四月 - 五月 - 六月 - 七月 - 八月 - 九月 - 十月 - 十一月 - 腊月